# 제탈레

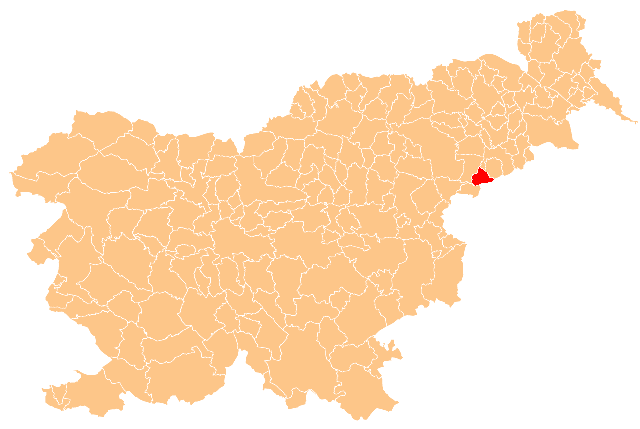
제탈레의 위치

제탈레(슬로베니아어: Žetale, 독일어: Schiltern 실테른[*])는 슬로베니아의 도시로 면적은 38.0km2, 인구는 1,364명(2002년 기준), 인구 밀도는 35.9명/km2이다.